# Liga Colombiana de Béisbol Profesional 2013-14
La Liga Colombiana de Béisbol Profesional 2013-14, por motivos de patrocinio Copa Versus de Béisbol 2013-2014, fue la 38° edición del béisbol invernal en Colombia.
Comenzó el 8 de noviembre de 2013 y terminó en enero de 2014. Un total de cuatro equipos de la Región Caribe participan en la competición. Los dos mejores equipos jugaron la final programada a siete juegos, la cual se definió en 5, a favor de Tigres de Cartagena por 1-4. El campeón representó a Colombia en la Serie Latinoamericana 2014.

## Sistema de juego
La primera fase llamada temporada regular la jugarán los cuatro equipos inscritos entre sí, disputando 42
juegos, 21 de local y 21 de visitante. Luego se jugará un Pre-Play Off en donde se enfrentaran el segundo y el tercero de la tabla de posiciones de la fase regular, el ganador de esta serie, será el equipo que gane 2 de 3 juegos. La final la disputarán el primero de la tabla de posiciones de la fase regular y el ganador del Pre-Play Off, se coronaría como campeón al equipo que gane 4 de 7 juegos.

## Equipos participantes
| Equipo                   | Fundación | Departamento | Ciudad       | Estadio                   | Capacidad |
| Caimanes de Barranquilla | 1984      | Atlántico    | Barranquilla | Estadio Tomás Arrieta     | 8 000     |
| Tigres de Cartagena      | 1996      | Bolívar      | Cartagena    | Estadio Once de Noviembre | 12 000    |
| Leones de Montería       | 2003      | Córdoba      | Montería     | Estadio 18 de Junio       | 11 000    |
| Toros de Sincelejo       | 2003      | Sucre        | Sincelejo    | Estadio 20 de Enero       | 10 000    |

## Temporada regular

### Posiciones
| Pos | Equipo                   | JJ | JG | JP | AVG. | Dif  |
| --- | ------------------------ | -- | -- | -- | ---- | ---- |
| 1.  | Tigres de Cartagena      | 41 | 32 | 9  | 780  | --   |
| 2.  | Leones de Montería       | 42 | 27 | 15 | 643  | 5,5  |
| 3.  | Toros de Sincelejo       | 41 | 14 | 27 | 341  | 18   |
| 4.  | Caimanes de Barranquilla | 42 | 10 | 32 | 238  | 22,5 |

|  | Clasificado a la final del campeonato. |
|  | Clasificados al Pre-Play Off.          |
|  | Eliminado.                             |

### Resultados
Se disputaron 42 juegos cada equipo a partir del 8 de noviembre del 2013 hasta el 8 de enero del 2014.
| Tigres | 8 : 7  | Leones   | Estadio 18 de Junio   | 8 de noviembre  | 20:30 |
| Toros  | 2 : 7  | Caimanes | Estadio Tomás Arrieta | 9 de noviembre  | 18:15 |
| Tigres | 4 : 11 | Leones   | Estadio 18 de Junio   | 9 de noviembre  | 17:00 |
| Toros  | 4 : 6  | Caimanes | Estadio Tomás Arrieta | 10 de noviembre | 18:00 |
| Tigres | 0 : 3  | Leones   | Estadio 18 de Junio   | 10 de noviembre | 17:05 |

| Toros    | 5 : 7   | Leones   | Estadio 18 de Junio       | 12 de noviembre | 19:00 |
| Tigres   | 5 : 4   | Caimanes | Estadio Tomás Arrieta     | 12 de noviembre | 19:00 |
| Tigres   | 11 : 2  | Caimanes | Estadio Tomás Arrieta     | 13 de noviembre | 19:20 |
| Toros    | 10 : 11 | Leones   | Estadio 18 de Junio       | 15 de noviembre | 19:00 |
| Caimanes | 3 : 8   | Tigres   | Estadio Once de Noviembre | 15 de noviembre | 19:25 |
| Leones   | 6 : 7   | Toros    | Estadio 20 de Enero       | 16 de noviembre | 13:32 |
| Caimanes | 4 : 7   | Tigres   | Estadio Once de Noviembre | 16 de noviembre | 19:00 |
| Leones   | 13 : 5  | Toros    | Estadio 20 de Enero       | 17 de noviembre | 13:00 |
| Caimanes | 3 : 10  | Tigres   | Estadio Once de Noviembre | 17 de noviembre | 17:00 |

| Caimanes | 6 : 7  | Toros    | Estadio 20 de Enero       | 19 de noviembre | 13:00 |
| Leones   | 3 : 5  | Tigres   | Estadio Once de Noviembre | 19 de noviembre | 19:05 |
| Caimanes | 6 : 8  | Toros    | Estadio 20 de Enero       | 20 de noviembre | 13:04 |
| Leones   | 6 : 7  | Tigres   | Estadio Once de Noviembre | 20 de noviembre | 19:15 |
| Toros    | 4 : 3  | Leones   | Estadio 18 de Junio       | 22 de noviembre | 19:00 |
| Tigres   | 7 : 3  | Caimanes | Estadio Tomás Arrieta     | 22 de noviembre | 19:00 |
| Leones   | 11 : 8 | Toros    | Estadio 20 de Enero       | 23 de noviembre | 13:04 |
| Tigres   | 9 : 4  | Caimanes | Estadio Tomás Arrieta     | 23 de noviembre | 19:00 |
| Leones   | 3 : 1  | Toros    | Estadio 20 de Enero       | 24 de noviembre | 13:00 |

| Caimanes | 5 : 9  | Leones   | Estadio 18 de Junio       | 26 de noviembre | 19:00 |
| Toros    | 5 : 9  | Tigres   | Estadio Once de Noviembre | 26 de noviembre | 19:00 |
| Caimanes | 6 : 7  | Leones   | Estadio 18 de Junio       | 27 de noviembre | 19:00 |
| Toros    | 4 : 15 | Tigres   | Estadio Once de Noviembre | 27 de noviembre | 19:00 |
| Tigres   | 10 : 7 | Toros    | Estadio 20 de Enero       | 29 de noviembre | 13:00 |
| Leones   | 10 : 5 | Caimanes | Estadio Tomás Arrieta     | 29 de noviembre | 19:00 |
| Tigres   | 7 : 3  | Toros    | Estadio 20 de Enero       | 30 de noviembre | 13:00 |
| Leones   | 11 : 5 | Caimanes | Estadio Tomás Arrieta     | 30 de noviembre | 19:00 |
| Leones   | 12 : 9 | Caimanes | Estadio Tomás Arrieta     | 1 de diciembre  | 17:00 |

### Diciembre
| Leones   | 7 : 18 | Tigres   | Estadio Once de Noviembre | 3 de diciembre | 19:00 |
| Toros    | 8 : 12 | Caimanes | Estadio Tomás Arrieta     | 3 de diciembre | 19:00 |
| Leones   | 3 : 6  | Tigres   | Estadio Once de Noviembre | 4 de diciembre | 19:00 |
| Toros    | 9 : 8  | Caimanes | Estadio Tomás Arrieta     | 4 de diciembre | 17:00 |
| Toros    | :      | Caimanes | Estadio Tomás Arrieta     | 4 de diciembre | 20:00 |
| Caimanes | 5 : 0  | Leones   | Estadio 18 de Junio       | 6 de diciembre | 19:00 |
| Toros    | 4 : 3  | Tigres   | Estadio Once de Noviembre | 6 de diciembre | 19:00 |
| Caimanes | 2 : 3  | Leones   | Estadio 18 de Junio       | 7 de diciembre | 19:00 |
| Toros    | 0 : 4  | Tigres   | Estadio Once de Noviembre | 7 de diciembre | 19:00 |
| Caimanes | 5 : 7  | Leones   | Estadio 18 de Junio       | 8 de diciembre | 17:00 |
| Toros    | 3 : 10 | Tigres   | Estadio Once de Noviembre | 8 de diciembre | 17:00 |

| Tigres | 4 : 3 | Caimanes | Estadio Tomás Arrieta | 10 de diciembre | 19:00 |
| Toros  | 1 : 3 | Leones   | Estadio 18 de Junio   | 10 de diciembre | 19:00 |
| Tigres | 4 : 9 | Caimanes | Estadio Tomás Arrieta | 11 de diciembre | 19:00 |
| Toros  | 7 : 8 | Leones   | Estadio 18 de Junio   | 11 de diciembre | 17:00 |
| Toros  | 1 : 4 | Leones   | Estadio 18 de Junio   | 11 de diciembre | 20:48 |

| Leones   | 5 : 3  | Caimanes | Estadio Tomás Arrieta     | 17 de diciembre | 19:00 |
| Tigres   | 0 : 5  | Toros    | Estadio 20 de Enero       | 17 de diciembre | 19:00 |
| Leones   | 6 : 12 | Caimanes | Estadio Tomás Arrieta     | 18 de diciembre | 19:00 |
| Tigres   | 8 : 7  | Toros    | Estadio 20 de Enero       | 18 de diciembre | 11:00 |
| Tigres   | 2 : 0  | Toros    | Estadio 20 de Enero       | 18 de diciembre | 13:00 |
| Leones   | 6 : 7  | Tigres   | Estadio Once de Noviembre | 20 de diciembre | 19:00 |
| Caimanes | 4 : 1  | Toros    | Estadio 20 de Enero       | 20 de diciembre | 19:00 |
| Leones   | 3 : 7  | Tigres   | Estadio Once de Noviembre | 21 de diciembre | 19:00 |
| Caimanes | 1 : 7  | Toros    | Estadio 20 de Enero       | 21 de diciembre | 19:00 |
| Leones   | 5 : 3  | Tigres   | Estadio Once de Noviembre | 22 de diciembre | 17:00 |
| Caimanes | 1 : 7  | Toros    | Estadio 20 de Enero       | 22 de diciembre | 17:00 |

| Tigres   | 4 : 10 | Leones   | Estadio 18 de Junio       | 26 de diciembre | 19:00 |
| Toros    | 7 : 0  | Caimanes | Estadio Tomás Arrieta     | 26 de diciembre | 17:00 |
| Toros    | 2 : 1  | Caimanes | Estadio Tomás Arrieta     | 26 de diciembre | 20:00 |
| Tigres   | 2 : 5  | Leones   | Estadio 18 de Junio       | 27 de diciembre | 19:00 |
| Toros    | 9 : 7  | Caimanes | Estadio Tomás Arrieta     | 27 de diciembre | 19:00 |
| Caimanes | 2 : 5  | Tigres   | Estadio Once de Noviembre | 28 de diciembre | 17:00 |
| Leones   | 3 : 1  | Toros    | Estadio 20 de Enero       | 28 de diciembre | 13:00 |
| Tigres   | 12 : 0 | Caimanes | Estadio Tomás Arrieta     | 29 de diciembre | 17:00 |
| Toros    | 6 : 10 | Leones   | Estadio 18 de Junio       | 29 de diciembre | 17:00 |
| Caimanes | 3 : 6  | Tigres   | Estadio Once de Noviembre | 30 de diciembre | 16:24 |
| Caimanes | 2 : 3  | Tigres   | Estadio Once de Noviembre | 30 de diciembre | 19:24 |
| Leones   | 1 : 7  | Toros    | Estadio 20 de Enero       | 30 de diciembre | 13:00 |

### Enero
| Caimanes | 15 : 5 | Leones | Estadio 18 de Junio       | 2 de enero | 19:10 |
| Toros    | 2 : 6  | Tigres | Estadio Once de Noviembre | 2 de enero | 19:05 |
| Caimanes | 3 : 7  | Leones | Estadio 18 de Junio       | 3 de enero | 19:05 |
| Toros    | 0 : 1  | Tigres | Estadio Once de Noviembre | 3 de enero | 19:10 |
| Tigres   | 6 : 4  | Leones | Estadio 18 de Junio       | 4 de enero | 17:05 |
| Caimanes | 4 : 7  | Toros  | Estadio 20 de Enero       | 4 de enero | 13:00 |
| Tigres   | 2 : 8  | Leones | Estadio 18 de Junio       | 5 de enero | 17:00 |
| Caimanes | 2 : 5  | Toros  | Estadio 20 de Enero       | 5 de enero | 13:00 |

| Tigres   | 6 : 4 | Toros    | Estadio 20 de Enero       | 6 de enero | 13:00 |
| Leones   | 4 : 0 | Caimanes | Estadio Tomás Arrieta     | 6 de enero | 17:00 |
| Leones   | 4 : 3 | Caimanes | Estadio Tomás Arrieta     | 7 de enero | 19:08 |
| Tigres   | 0 : 0 | Toros    | Estadio 20 de Enero       | Cancelado  | 13:00 |
| Caimanes | 2 : 4 | Tigres   | Estadio Once de Noviembre | 8 de enero | 19:05 |
| Leones   | 4 : 5 | Toros    | Estadio 20 de Enero       | 8 de enero | 13:00 |

### Resumen de las series
| Resumen de series        | Resumen de series  | Resumen de series | Resumen de series | Resumen de series | Resumen de series | Resumen de series | Resumen de series | Resumen de series | Resumen de series | Resumen de series | Resumen de series |
| Ganador                  | Series             | Res. Serie        | Juego 1           | Juego 2           | Juego 3           | Juego 4           | Juego 5           | Juego 6           | Juego 7           | Ciudad            |                   |
| ------------------------ | ------------------ | ----------------- | ----------------- | ----------------- | ----------------- | ----------------- | ----------------- | ----------------- | ----------------- | ----------------- | ----------------- |
| Tigres (7 - 7) Leones    | Tigres vs Leones   | 2 - 5             | 8 : 7             | 4 : 11            | 0 : 3             | 4 : 10            | 2 : 5             | 6 : 4             | 2 : 8             | Montería          |                   |
| Tigres (7 - 7) Leones    | Leones vs Tigres   | 2 - 5             | 3 : 5             | 6 : 7             | 7 : 18            | 3 : 6             | 6 : 7             | 3 : 7             | 5 : 3             | Cartagena         |                   |
| Caimanes (5 - 9) Toros   | Caimanes vs Toros  | 1 - 6             | 6 : 7             | 6 : 8             | 4 : 1             | 1 : 7             | 1 : 7             | 4 : 7             | 2 : 5             | Sincelejo         |                   |
| Caimanes (5 - 9) Toros   | Toros vs Caimanes  | 3 - 4             | 2 : 7             | 4 : 6             | 8 : 12            | 9 : 8             | 4 : 10            | 2 : 1             | 9 : 7             | Barranquilla      |                   |
| Toros (2 - 11) Tigres    | Tigres vs Toros    | 5 - 1             | 10 : 7            | 7 : 3             | 8 : 7             | 0 : 5             | 2 : 0             | 6 : 4             | :                 | Sincelejo         |                   |
| Toros (2 - 11) Tigres    | Toros vs Tigres    | 1 - 6             | 5 : 9             | 4 : 15            | 4 : 3             | 0 : 4             | 3 : 10            | 2 : 6             | 0 : 1             | Cartagena         |                   |
| Caimanes (3 - 11) Leones | Leones vs Caimanes | 6 - 1             | 10 : 5            | 11 : 5            | 12 : 9            | 5 : 3             | 6 : 12            | 4 : 0             | 4 : 3             | Barranquilla      |                   |
| Caimanes (3 - 11) Leones | Caimanes vs Leones | 2 - 5             | 5 : 9             | 6 : 7             | 5 : 0             | 2 : 3             | 5 : 7             | 15 : 5            | 3 : 7             | Montería          |                   |
| Leones (10 - 4) Toros    | Toros vs Leones    | 1 - 6             | 5 : 7             | 10 : 11           | 4 : 3             | 1 : 3             | 7 : 8             | 1 : 4             | 6 : 10            | Montería          |                   |
| Leones (10 - 4) Toros    | Leones vs Toros    | 4 - 3             | 6 : 7             | 13 : 5            | 11 : 8            | 3 : 1             | 3 : 1             | 1 : 7             | 4 : 5             | Sincelejo         |                   |
| Caimanes (1 - 13) Tigres | Tigres vs Caimanes | 6 - 1             | 5 : 4             | 11 : 2            | 7 : 3             | 9 : 4             | 4 : 3             | 4 : 9             | 12 : 0            | Barranquilla      |                   |
| Caimanes (1 - 13) Tigres | Caimanes vs Tigres | 0 - 7             | 3 : 8             | 4 : 7             | 3 : 10            | 2 : 5             | 3 : 6             | 2 : 3             | 2 : 4             | Cartagena         |                   |

|  | Juegos ganados por Tigres   |
|  | Juegos ganados por Leones   |
|  | Juegos ganados por Toros    |
|  | Juegos ganados por Caimanes |

## Pre Play Off
Se jugó del 10 al 15 de enero del 2014 en cinco juegos entre el segundo y tercero de la fase regular.

### Serie
| Serie Pre Play Off LCBP de 2013/14 Toros de Sincelejo contra Leones de Montería 2-3 |          |                   |                 |                     |             |
| Juego                                                                               | Fecha    | Resultado         | Serie (TOR-LEO) | Estadio             | Duración    |
| 1                                                                                   | Enero 10 | Toros 2; Leones 3 | 0–1             | Estadio 18 de Junio | 02:55 horas |
| 2                                                                                   | Enero 11 | Toros 4; Leones 6 | 0–2             | Estadio 18 de Junio | 03:45 horas |
| 3                                                                                   | Enero 12 | Leones 4; Toros 8 | 1–2             | Estadio 20 de Enero | 03:20 horas |
| 4                                                                                   | Enero 14 | Leones 7; Toros 8 | 2–2             | Estadio 20 de Enero | 03:30 horas |
| 5                                                                                   | Enero 15 | Toros 6; Leones 7 | 2–3             | Estadio 18 de Junio | 03:25 horas |

### Desarrollo
Leones de Montería tomó ventaja ganando los dos primeros juegos, luego Toros de Sincelejo en casa empataría la serie 2-2 y finalmente en Montería los Leones ganarían la serie 3-2 y el paso a la final.

#### Juego 1
| Equipo             | 1 | 2 | 3 | 4 | 5 | 6 | 7 | 8 | 9 | C | H | E |
| ------------------ | - | - | - | - | - | - | - | - | - | - | - | - |
| Toros de Sincelejo | 2 | 0 | 0 | 0 | 0 | 0 | 0 | 0 | 0 | 2 | 6 | 1 |
| Leones de Montería | 0 | 0 | 0 | 3 | 0 | 0 | 0 | 0 | X | 3 | 4 | 2 |

LG:  Mario Álvarez  LP:  Javier Ortiz  SV:  Arismendi Mota  

#### Juego 2
| Equipo             | 1 | 2 | 3 | 4 | 5 | 6 | 7 | 8 | 9 | C | H  | E |
| ------------------ | - | - | - | - | - | - | - | - | - | - | -- | - |
| Toros de Sincelejo | 0 | 0 | 0 | 0 | 0 | 0 | 1 | 0 | 3 | 4 | 6  | 1 |
| Leones de Montería | 1 | 0 | 0 | 3 | 0 | 2 | 0 | 0 | X | 6 | 10 | 1 |

LG:  Karl Lewis Triana  LP:  Pedro De Los Santos  SV:  Arismendi Mota  

#### Juego 3
| Equipo             | 1 | 2 | 3 | 4 | 5 | 6 | 7 | 8 | 9 | C | H | E |
| ------------------ | - | - | - | - | - | - | - | - | - | - | - | - |
| Leones de Montería | 2 | 0 | 0 | 0 | 2 | 0 | 0 | 0 | 0 | 4 | 7 | 1 |
| Toros de Sincelejo | 0 | 0 | 0 | 0 | 0 | 4 | 0 | 4 | X | 8 | 9 | 1 |

LG:  Luis Azocar  LP:  Harold Rumion  SV:  Freddy Ballestas  

#### Juego 4
| Equipo             | 1 | 2 | 3 | 4 | 5 | 6 | 7 | 8 | 9 | C | H  | E |
| ------------------ | - | - | - | - | - | - | - | - | - | - | -- | - |
| Leones de Montería | 0 | 2 | 0 | 0 | 0 | 0 | 0 | 1 | 4 | 7 | 7  | 1 |
| Toros de Sincelejo | 0 | 0 | 0 | 1 | 1 | 0 | 1 | 4 | 1 | 8 | 10 | 2 |

LG:  Alexander Morales  LP:  Arizmendi Mota  SV:   

#### Juego 5
| Equipo             | 1 | 2 | 3 | 4 | 5 | 6 | 7 | 8 | 9 | C | H | E |
| ------------------ | - | - | - | - | - | - | - | - | - | - | - | - |
| Toros de Sincelejo | 0 | 3 | 0 | 0 | 0 | 0 | 0 | 3 | 0 | 6 | 9 | 4 |
| Leones de Montería | 1 | 0 | 0 | 0 | 0 | 5 | 0 | 1 | 0 | 7 | 6 | 1 |

LG:  Arismendi Mota  LP:  Alexander Morales  SV:   

## Play Off Final
Se disputó entre el ganador de la fase anterior y el líder de la fase regular. Programado a siete juegos entre el 18 y el 26 de enero de 2014.

### Serie Play Off Final
| Serie Pre Play Off LCBP de 2013/14 Leones de Montería contra Tigres de Cartagena 1-4 |          |                     |                 |                           |          |
| Juego                                                                                | Fecha    | Resultado           | Serie (LEO-TIG) | Lugar                     | Duración |
| 1                                                                                    | Enero 18 | Leones 1; Tigres 11 | 0–1             | Estadio Once de Noviembre | 03:05 h  |
| 2                                                                                    | Enero 19 | Leones 11; Tigres 9 | 1–1             | Estadio Once de Noviembre | 04:50 h  |
| 3                                                                                    | Enero 21 | Tigres 8; Leones 5  | 1–2             | Estadio 18 de Junio       | 03:35 h  |
| 4                                                                                    | Enero 22 | Tigres 4; Leones 1  | 1–3             | Estadio 18 de Junio       | 03:50 h  |
| 5                                                                                    | Enero 23 | Tigres 10; Leones 5 | 1–4             | Estadio 18 de Junio       | 00:00 h  |

### Desarrollo Play Off Final
Tigres de Cartagena ganó el primero juego en Cartagena de Indias pero Leones de Montería empataría la serie 1-1, sin embargo en Montería los Tigres ganarían tres juegos para ganar la serie 4-1 y el título del torneo.

#### Juego 1 Play Off Final
| Equipo              | 1 | 2 | 3 | 4 | 5 | 6 | 7 | 8 | 9 | C  | H  | E |
| ------------------- | - | - | - | - | - | - | - | - | - | -- | -- | - |
| Leones de Montería  | 0 | 0 | 1 | 0 | 0 | 0 | 0 | 0 | 0 | 1  | 3  | 3 |
| Tigres de Cartagena | 0 | 0 | 0 | 5 | 0 | 0 | 6 | 0 | 0 | 11 | 10 | 0 |

LG:  Ricardo Rodríguez  LP:  Dumas García  SV:   

#### Juego 2 Play Off Final
| Equipo              | 1 | 2 | 3 | 4 | 5 | 6 | 7 | 8 | 9 | C  | H  | E |
| ------------------- | - | - | - | - | - | - | - | - | - | -- | -- | - |
| Leones de Montería  | 0 | 0 | 1 | 0 | 0 | 0 | 0 | 0 | 0 | 11 | 13 | 0 |
| Tigres de Cartagena | 0 | 0 | 0 | 5 | 0 | 0 | 6 | 0 | 0 | 9  | 13 | 0 |

LG:  Charlie Rosario  LP:  Carlos Ladeuth  SV:  Arismendi Mota  

#### Juego 3 Play Off Final
| Equipo              | 1 | 2 | 3 | 4 | 5 | 6 | 7 | 8 | 9 | C | H | E |
| ------------------- | - | - | - | - | - | - | - | - | - | - | - | - |
| Tigres de Cartagena | 6 | 2 | 0 | 0 | 0 | 0 | 0 | 2 | 0 | 8 | 0 | 0 |
| Leones de Montería  | 0 | 0 | 0 | 2 | 0 | 2 | 1 | 0 | 0 | 5 | 6 | 0 |

LG:  Ruddy Lugo  LP:  Karl Lewis Triana  SV:  Jorge Vásquez  

#### Juego 4 Play Off Final
| Equipo              | 1 | 2 | 3 | 4 | 5 | 6 | 7 | 8 | 9 | C | H | E |
| ------------------- | - | - | - | - | - | - | - | - | - | - | - | - |
| Tigres de Cartagena | 0 | 0 | 0 | 1 | 0 | 1 | 1 | 1 | 0 | 4 | 7 | 0 |
| Leones de Montería  | 0 | 0 | 0 | 0 | 0 | 0 | 0 | 1 | 0 | 1 | 6 | 2 |

LG:  Ronald Ramírez  LP:  Arismendi Mota  SV:  Jorge Vásquez  

#### Juego 5 Play Off Final
| Equipo              | 1 | 2 | 3 | 4 | 5 | 6 | 7 | 8 | 9 | C  | H | E |
| ------------------- | - | - | - | - | - | - | - | - | - | -- | - | - |
| Tigres de Cartagena | 4 | 0 | 1 | 1 | 0 | 4 | 0 | 0 | 0 | 10 | 0 | 0 |
| Leones de Montería  | 1 | 0 | 3 | 1 | 0 | 0 | 0 | 0 | 0 | 5  | 0 | 0 |

LG:  Dayan Díaz  LP:  Dumas García  SV:   

| Colombia                                 |
| Campeón Tigres de Cartagena Sexto título |

## Los mejores
- Temporada regular[4]

### Bateadores
| Promedio de bateo (BA) | Promedio de bateo (BA) | Promedio de bateo (BA) |
| ---------------------- | ---------------------- | ---------------------- |
| 1                      | Jolbert Cabrera (TIG)  | .388                   |
| 2                      | Jesus Valdez (TIG)     | .378                   |
| 3                      | Jair Morelos (LEO)     | .364                   |

| Carreras anotadas (R) | Carreras anotadas (R)    | Carreras anotadas (R) |
| --------------------- | ------------------------ | --------------------- |
| 1                     | Reynaldo Rodriguez (LEO) | 37                    |
| 2                     | Rafael Fernández (LEO)   | 36                    |
| 3                     | Carlos Willougby (LEO)   | 34                    |

| Carreras impulsadas (RBI) | Carreras impulsadas (RBI) | Carreras impulsadas (RBI) |
| ------------------------- | ------------------------- | ------------------------- |
| 1                         | Juan C. Torres (LEO)      | 41                        |
| 2                         | Raul Reyes (LEO)          | 38                        |
| 3                         | Jesus Valdez (TIG)        | 36                        |

| Bases Robadas (SB) | Bases Robadas (SB)       | Bases Robadas (SB) |
| ------------------ | ------------------------ | ------------------ |
| 1                  | Reinaldo Rodriguez (LEO) | 11                 |
| 2                  | Efrain Contreras (TIG)   | 9                  |
| 3                  | Harold Ramirez (TIG)     | 8                  |

| Jonrones (HR) | Jonrones (HR)            | Jonrones (HR) |
| ------------- | ------------------------ | ------------- |
| 1             | Reinaldo Rodriguez (LEO) | 12            |
| 2             | Jesus Valdez (TIG)       | 12            |
| 3             | Giovanny Urshela (TIG)   | 6             |

| Hits (H) | Hits (H)              | Hits (H) |
| -------- | --------------------- | -------- |
| 1        | Jolbert Cabrera (TIG) | 57       |
| 2        | Jesus Valdez (TIG)    | 56       |
| 3        | Rael Reyes (LEO)      | 53       |

| Dobles (2B) | Dobles (2B)            | Dobles (2B) |
| ----------- | ---------------------- | ----------- |
| 1           | Jolbert Cabrera (TIG)  | 15          |
| 2           | Rafael Fernandez (LEO) | 14          |
| 3           | Jesus Valdez (TIG)     | 13          |

| Triples (3B) | Triples (3B)         | Triples (3B) |
| ------------ | -------------------- | ------------ |
| 1            | Raul Reyes (LEO)     | 4            |
| 2            | Harold Ramirez (TIG) | 3            |
| 3            | Mauricio Ramos (TOR) | 3            |

### Lanzadores
| Juegos Ganados (W) | Juegos Ganados (W)  | Juegos Ganados (W) |
| ------------------ | ------------------- | ------------------ |
| 1                  | Roger Luque (TIG)   | 7-0 (1.000)        |
| 2                  | Harold Rumion (LEO) | 4-0 (1.000)        |
| 3                  | Javir Ortiz (LEO)   | 3-0 (1.000)        |

| Efectividad (ERA) | Efectividad (ERA)    | Efectividad (ERA) |
| ----------------- | -------------------- | ----------------- |
| 1                 | Jorge Vasquez (TIG)  | 0.67              |
| 2                 | Arismendy Mota (LEO) | 1.16              |
| 3                 | Karl L. Triana (LEO) | 2.05              |

| Ponches (SO) | Ponches (SO)              | Ponches (SO) |
| ------------ | ------------------------- | ------------ |
| 1            | Javier Ortiz (LEO)        | 54           |
| 2            | Pedro de los Santos (TOR) | 50           |
| 3            | Karl L. Triana (LEO)      | 42           |

| Juegos Salvados (SV) | Juegos Salvados (SV)      | Juegos Salvados (SV) |
| -------------------- | ------------------------- | -------------------- |
| 1                    | Jorge Vasquez (TIG)       | 14                   |
| 2                    | Rodolfo Encarnación (LEO) | 6                    |
| 3                    | Freddy Ballestas (TOR)    | 5                    |

### Jugadores premiados
| Categoría           | Ganador            | Equipo | Fase              |
| ------------------- | ------------------ | ------ | ----------------- |
| Jugador más valioso | Jesus Valdez       | Tigres | Temporada regular |
| Novato del año      | Jair Morelos       | Leones | Temporada regular |
| Mejor lanzador      | Jorge Vasquez      | Tigres | Temporada regular |
| Mánager del año     | Luis Felipe Urueta | LEO    |                   |